# Little Witch Academia
Little Witch Academia (リトルウィッチアカデミア, Ritoru Witchi Akademia, lit. Academia de Bruxinhas) é um curta de anime produzido pelo estúdio Trigger para o Anime Mirai 2013. O curta foi criado e dirigido por Yoh Yoshinari, escrito por Masahiko Otsuka e lançado nos cinemas japoneses em 2 de março de 2013. O segundo curta-metragem intitulado Little Witch Academia: Mahō Shikake no Parade (リトルウィッチアカデミア 魔法仕掛けのパレード, Ritoru Witchi Akademia: Mahō Shikake no Parēdo, lit. Academia de Bruxinhas: Parada de Truques Mágicos) que foi financiado pelo Kickstarter, foi lançado em outubro de 2015. Uma série de televisão começou a ser exibida no Japão em janeiro de 2017, transmitida internacionalmente pelo Netflix. Dois mangás da série foram publicados pela editora Shueisha.

## Personagens
Atsuko Kagari (アッコ・カガリ)
Voz de: Megumi Han (japonês); Ana Elena (português)
Lotte Yanson (ロッテ・ヤンソン, Rotte Yanson)
Voz de: Fumiko Orikasa (japonês); Jullie (português)
Sucy Mambavaran (スーシィ・マンババラン, Sūshi Manbabaran)
Voz de: Michiyo Murase (japonês); Christiane Monteiro (português)
Diana Cavendish (ダイアナ・キャベンディッシュ, Daiana Kyabendisshu)
Voz de: Yōko Hikasa (japonês); Angélica Borges (português)
Professora Úrsula (アーシュラ先生, Āshura-sensei)
Voz de: Noriko Hidaka (japonês); Miriam Ficher (português)
Shiny Chariot (シャイニィシャリオ, Shainī Shario)
Voz de: Noriko Hidaka (japonês); Flávia Saddy (português, nos filmes e no primeiro episódio), Miriam Ficher (português 2-26)
Hannah (ハンナ, Hanna)
Voz de: Eri Nakao (japonês); Hannah Buttel (português)
Bárbara (バーバラ, Bābara)
Voz de: Chinatsu Akasaki (japonês); Ana Paula Martins (português)
Amanda O'Neill (アマンダ・オニール, Amanda Onīru)
Voz de: Arisa Shida (japonês); Taís Feijó (português)
Constanze Braunschbank Albrechtsberger (コンスタンツェ・ブラウンシュバンク・アルブレヒツベルガー, Konsutantse Buraunshubanku Aruburehitsuberugā)
Voz de: Rie Murakawa (japonês); Giulia Monjardim (português)
Jasminka Antonenko (ヤスミンカ・アントネンコ, Yasuminka Antonenko)
Voz de: Reina Ueda (japonês); Ana Lúcia Grangeiro (português)
Andrew Hanbridge (アンドリュー・ハンブリッジ, Andoryū Hanburijji)
Voz de: Ryousuke Kanemoto (japonês); Alexandre Drummond (português)
Estúdio de dublagem: Delart

## Média

### Anime
Little Witch Academia foi produzido pelo estúdio Trigger como parte do projeto Anime Mirai do Young Animator Training Project 2013, que financia animadores jovens, ao lado de outras curtas-metragens dos estúdios Madhouse, Zexcs e Gonzo. O curta foi criado e dirigido por Yoh Yoshinari e escrito por Masahiko Otsuka, com a banda sonora composta por Michiru Ōshima. O curta foi exibido em catorze cinemas japoneses em 2 de março de 2013. O estúdio Trigger posteriormente lançou o curta no sítio Niconico e no YouTube e Crunchyroll com legendas em inglês, em 19 de abril de 2013. O curta foi lançado em disco blu-ray em 24 de outubro de 2013.
Em 5 de julho de 2013, o estúdio Trigger anunciou na convenção de anime Anime Expo que o novo episódio intitulado Little Witch Academia: Mahō Shikake no Parade (リトルウィッチアカデミア 魔法仕掛けのパレード, Ritoru Witchi Akademia: Mahō Shikake no Parēdo), estava sendo desenvolvido. O projeto começou a ser produzido em 2014, após a exibição de Kill la Kill. Embora, inicialmente, tendo fundos para um episódio só de vinte minutos, o estúdio Trigger que com o Kickstarter haviam lançado uma campanha para estender seu tempo de duração para cinquenta e um minutos. Em 9 de julho de 2013, o Kickstarter havia lançado a campanha e em apenas cinco horas havia alcançado sua meta, com o valor de $150,000. Posteriormente o estúdio havia lançado uma campanha para alcançar $500,000, para produzir um making-of do documentário e comentário de áudio para o lançamento do Blu-ray. O Kickstarter acabou arrecadando um total de $625,518. O curta estreou no Anime Expo em 3 de julho de 2015 e foi lançado nos cinemas japoneses em outubro de 2015. Masahiko Otsuka declarou que, se a sequela tiver um bom desempenho, poderá ser produzida para uma série de televisão ou um filme de longa-metragem.
No Brasil, os dois filmes foram lançados através do Netflix em janeiro de 2016, em versão dublada.
Um crossover de Little Witch Academia e Inferno Cop estreou no AnimeNEXT em 13 de junho de 2015 e também foi exibido no Anime Expo em 2 de julho de 2015.
Uma série de televisão de Little Witch Academia foi anunciada em 24 de junho de 2016 após o último episódio de Space Patrol Luluco. O anime começou a ser exibido no Japão em 8 de janeiro de 2017 com transmissão internacional pela Netflix. A canção de abertura é "Shiny Ray" e YURiKA e a canção de enceramento é "Hoshi o Tadoreba" (星を辿れば, If You Follow the Stars) de Yuiko Ōhara. O anime conta com 25 episódios e posteriormente lançados em BD/DVD em nove volumes.

### Mangá
O mangá baseado no anime, desenhado por Terio Teri, foi publicado na revista Ultra Jump pela Shueisha em 19 de agosto de 2013. Uma adaptação do primeiro curta, também feita por Teri, começou a serialização na Ultra Jump em 19 de agosto de 2015. A série intitulada Little Witch Academia: Tsukiyo no Ōkan (リトルウィッチアカデミア 月夜の王冠, lit. "Academia das Bruxinhas: A Coroa da Meia-Noite"), escrita por Yuka Fujiwara, começou a serialização na revista Ribon pela Shueisha, em 3 de setembro de 2015.
No Brasil, o mangá foi anunciado pela Editora JBC.